# Fernand Hanssens
Fernand Hanssens (Bruges 23 décembre 1882 – 2 juillet 1962) est le cinquième président du Club Bruges KV, un club de football belge, qu'il dirige de 1932 à 1937.

## Présidence du Football Club Brugeois
En hommage à Albert Dyserynck, le Conseil d'Administration du RFC Brugeois décide de laisser la place de président vacante pendant un peu plus d'un an. C'est pour cela que Fernand Hanssens, bien qu'élu pour cette fonction dès le 4 août 1931, ne prend officiellement le titre de Président que le 7 mai 1932. Il était déjà présent au Club en tant que vice-président depuis le début des années 1920, et secrétaire général dès 1903. À la fin de sa première année de présidence, le club redescend en Division 1 et fait face à de gros problèmes financiers, qui le forcent à vendre des terrains situés devant la tribune principale du stade, Chaussée de Torhout.
Fernand Hanssens décide également d'engager un entraîneur spécifique en lieu et place du comité sportif qui faisait l'équipe jusque-là. Hector Goetinck, déjà membre de ce comité sportif, est nommé à ce poste. 
Au début de la saison 1937-1938, Fernand Hanssens démissionne de son poste de Président. Il reçoit le titre de Président d'Honneur, mais y renonce en février 1938, lorsqu'il donne sa démission complète auprès de l'association.

## Autres
De 1920 à 1962 président du conseil et directeur général de son entreprise de dragage "Les entreprises F.Hanssens & Fils".
Membre fondateur de la D.I.E.D. (Défense des Intérets des Entrepreneurs de Dragage) en 1938 et administrateur de 1944 à 1962.
Membre de l'Association des Entrepreneurs belge de génie civil (A.D.E.B.)

### Décorations
- Ordre de Léopold II
- Croix du prisonnier politique 1940-1945

## Sources
- Site officiel du Club Bruges KV